# فرانسیس مورو
فرانسیس مورو (فرانسوی: Francis Moreau‎؛ زادهٔ ۲۱ ژوئیهٔ ۱۹۶۵) دوچرخه‌سوار اهل فرانسه است.
وی در مسابقات کشوری و بین‌المللی در مجموع برندهٔ ۲ مدال طلا، ۶ مدال نقره، ۱ مدال برنز شده‌است.